# Lunar and Planetary Institute
El Lunar and Planetary Institute (LPI) és un institut de recerca científica dedicat a l'estudi del sistema solar, la seva formació, evolució, i estat actual. L'Institut és part de la Universities Space Research Association (USRA) i compta amb el suport de la Science Mission Directorate de la NASA. Situat al 3600 Bay Area Boulevard a Houston, Texas, l'LPI manté una àmplia col·lecció de dades lunars i planetàries, duu a terme programes d'educació i divulgació pública, i ofereix serveis de coordinació i edició de reunions. L'LPI patrocina i organitza diversos tallers i conferències al llarg de l'any, inclosa la Lunar and Planetary Science Conference (LPSC) celebrada al març a la zona de Houston.

## Història
En el seu discurs de març de 1968 al Centre de naus espacials tripulades (MSC) de Houston, Texas, el president Lyndon B. Johnson va anunciar la formació del Lunar Science Institute (LSI).

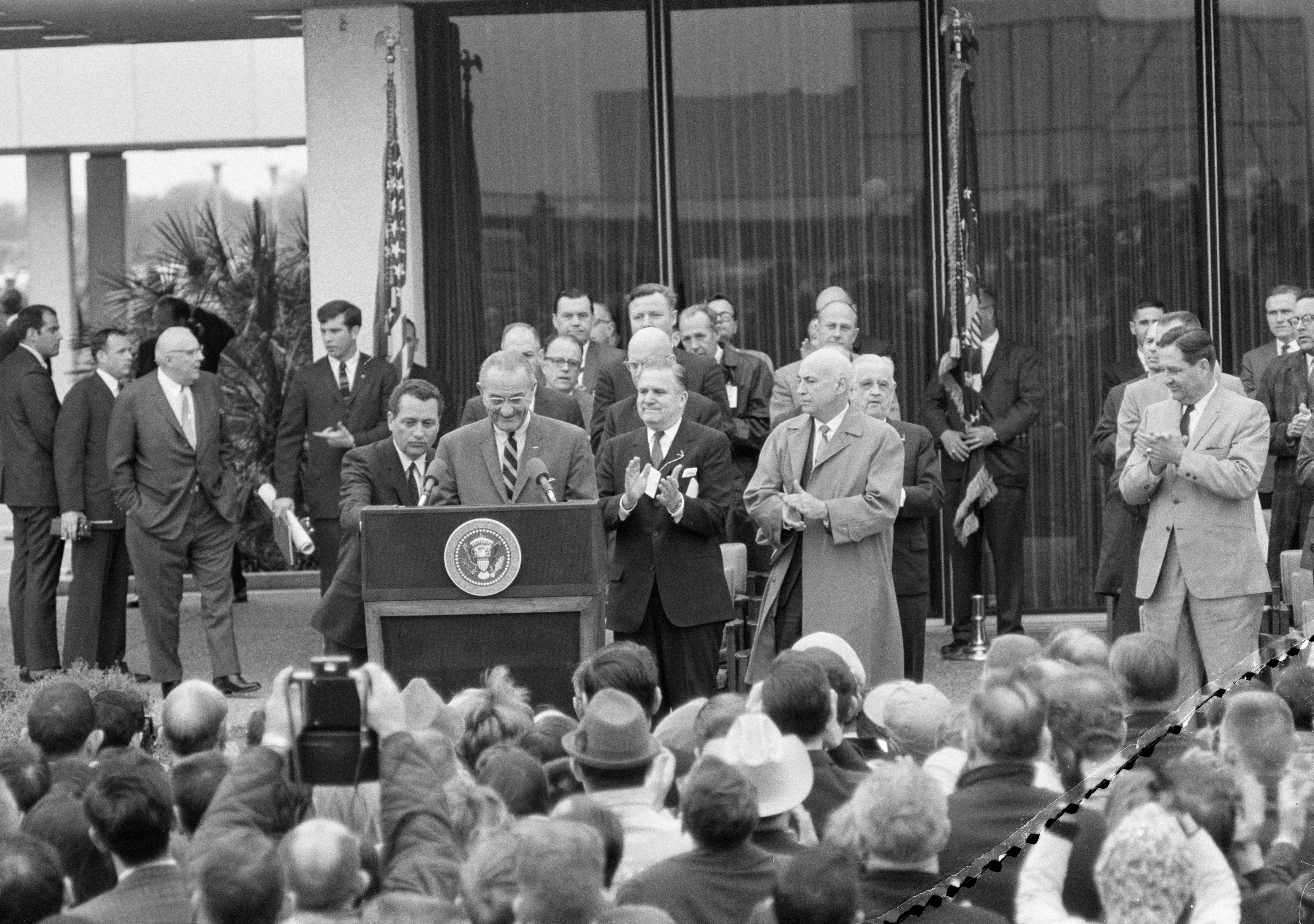
Centre de naus espacials tripulades Johnson el 1968

"Donarem la benvinguda a aquí tot que és interessat en les ciències d'espacial. Enfortirem la cooperació entre NASA i les nostres universitats. I posarem patrons nous de cooperació científica que tindrà efectes profunds damunt el coneixement de l'home del seu univers."
-- President Lyndon B. Johnson, March 1, 1968

"L'institut proporcionarà una base per als científics externs, encoratjant-los a visitar el Centre de naus espacials tripulades i utilitzar els seus laboratoris, fotografies lunars i (en definitiva) les seves mostres de roca. L'LSI és considerat com un gran estímul potencial per a la ciència lunar a MSC i en altres llocs."
Aquest anunci va ser la culminació de reunions i esdeveniments relacionats amb la NASA, la National Academy of Sciences, la Universities Research Association i diverses universitats principals. Inicialment operat per l'Acadèmia Nacional de Ciències, USRA es va fer càrrec de la gestió del Lunar Science Institute l'11 de desembre de 1969.

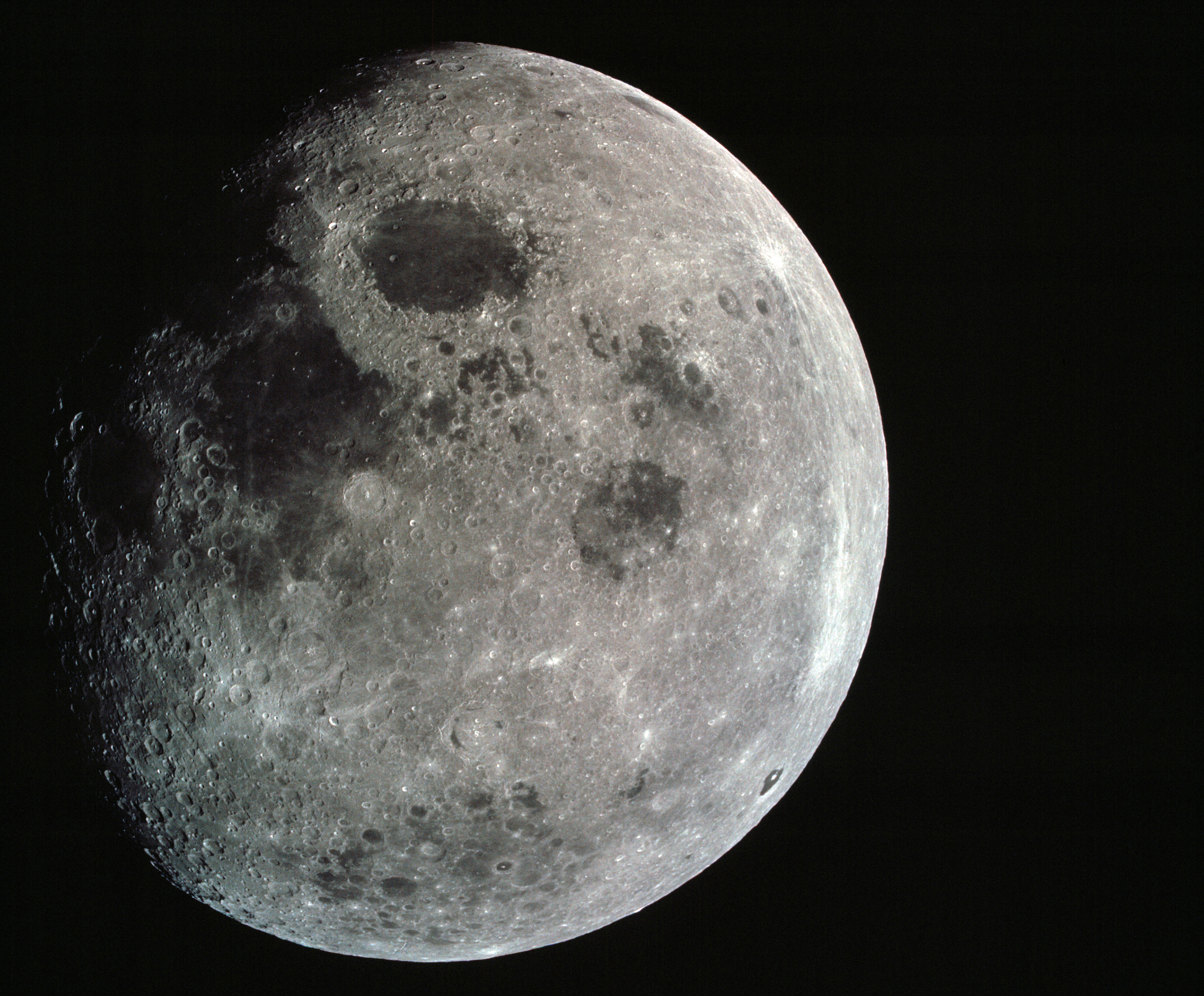
La Lluna des de l'Apollo del 8
al 22 de desembre de 1968

El Dr. William W. Rubey va ser nomenat primer director del Lunar Science Institute. El Dr. Rubey va liderar l'institut durant la transició cap a la nova operació de gestió sota l'USRA. Es va establir un programa de científics universitaris visitants, es va organitzar el primer simposi i es va presentar la primera conferència de la sèrie de seminaris LSI. El Lunar Science Institute es va dedicar formalment el 4 de gener de 1970 a l'antiga Mansió Oest en la Ruta 1 de la NASA, a prop del Centre de naus espacials tripulades.
El Dr. Thomas R. McGetchin va ser nomenat director el 1977. Sota el seu lideratge, el Dr. McGetchin va ampliar l'enfocament del Lunar Science Institute per incloure l'estudi de tot el sistema solar, i el nom es va canviar al Lunar and Planetary Institute.
El 1991, sota el lideratge del Dr. David C. Black, l'LPI es va traslladar a una nova instal·lació. Aquest nou edifici va combinar diverses divisions i operacions de l'USRA en un sol lloc. L'edifici, dedicat el gener de 1992, va proporcionar més espai per a oficines, reunions, computadores i biblioteques i va millorar les operacions de l'USRA-Houston.
L'LPI continua operant a l'edifici USRA-Houston sota la direcció de la Dra. Louise Prockter.

## Ciència

### Enfocament general
Els temes d'investigació de l'LPI inclouen la formació i l'evolució del sistema solar, la petrologia i la geoquímica dels materials i volàtils planetaris, els interiors planetaris, el vulcanisme, la tectònica i el cràter d'impacte. Els interessos de recerca van des de Mercuri fins a Plutó i les gelades gelades del sistema solar.Temes de recerca dels Els temes d'investigació de l'LPI inclouen la formació i evolució del sistema solar, la petrologia i la geoquímica dels materials planetaris i volàtils, els interiors planetaris,la vulcanologia, la tectònica, i el cràter d'impacte. Els interessos de recerca van des de Mercuri fins a Plutó i les llunes gelades del sistema solar.

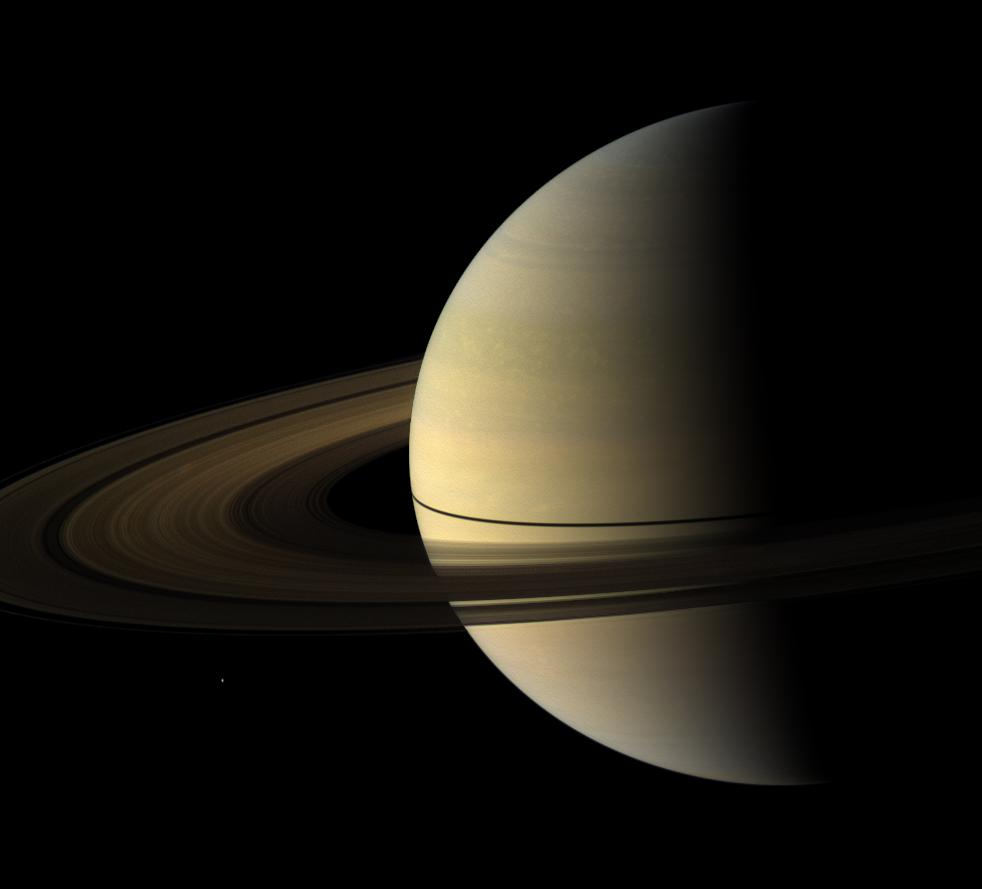
Saturn des de l'orbitador Cassini

Actualment, l'LPI manté un personal de científics residents, així com científics visitants, becaris postdoctorals i becaris de graduats. Els científics residents proporcionen l'experiència de la ciència planetària necessària per a l'LPI per assolir els seus objectius i mantenir la seva capacitat científica a través d'activitats revisades per experts.
El Center for Lunar Science and Exploration, un esforç de col·laboració del Lunar and Planetary Institute i del Centre Espacial Johnson i una part integral del Solar System Exploration Research Virtual Institute (SSERVI) (antigament NASA Lunar Science Institute), va ser establert el 2009. El Centre està dissenyat per desenvolupar un programa de ciències lunars multinacionals, proporcionar coneixements científics i tècnics a la NASA, donar suport al desenvolupament d'una comunitat científica lunar i desenvolupar programes d'educació i divulgació científica lunar.

### Grups d'anàlisi
L'LPI dona suport a diversos grups d'anàlisi de la comunitat de la NASA, que inclouen:
Curation and Analysis Planning Team for Extraterrestrial Materials (CAPTEM) - responsable de la cura i distribució de totes les mostres extraterrestres recollides per la NASA incloses les mostres lunars de l'Apollo, materials de missions de retorn de mostres i materials sòlids del sistema solar
Lunar Exploration Analysis Group (LEAG) - responsable d'analitzar els problemes científics, tècnics, comercials i operatives associades amb l'exploració lunar en resposta a les demandes de la NASA
Mars Exploration Program Analysis Group (MEPAG) - responsable de proporcionar informació científica per planificar i prioritzar futures activitats d'exploració de Mart per a les properes dècades
Outer Planets Assessment Group (OPAG) - responsable d'identificar les prioritats científiques i els camins per a l'exploració en el sistema solar exterior
Optimizing Science and Exploration Working Group (OSEWG) - responsable de guiar investigacions d'exploració i ciència durant les missions lunars i d'avançada, amb extensibilitat a futures missions a Mart
Small Bodies Assessment Group (SBAG) - responsable d'identificar prioritats i oportunitats científiques per a l'exploració d'asteroides, cometes, pols interplanetària, satèl·lits petits i objectes transneptunians i per aportar informació científica sobre la utilitat dels asteroides i cometes en suport de les activitats espacials humanes
Venus Exploration Analysis Group (VEXAG) - responsable de la identificació de prioritats científiques i estratègia per a l'exploració de Venus
Mapping and Planetary Spatial Infrastructure Team  (MAPSIT) - assegurant que les dades planetàries siguin utilitzables per a qualsevol propòsit, ara i en el futur

### Programes de pràctiques d'estiu
L'LPI acull un Programa de pràctiques d'estiu per a estudiants que ofereixen l'oportunitat de participar en investigacions d'avantguarda en les ciències planetàries. Els estudiants de pràctiques d'estiu de l'LPI treballen individualment amb científics de l'LPI o del Centre Espacial Johnson per completar projectes de recerca d'interès actual. El programa de pràctiques d'estiu permet als participants experimentar un entorn de recerca real, aprendre dels principals científics planetaris, i una vista prèvia de les carreres d'investigació.
De 2008 a través de 2013, el LPI també hosted un Intern de Summer d'Exploració Lunar el programa dissenyat per avaluar llocs d'aterratge possible per exploració robòtica i humana missions. Els interns van treballar amb LPI personal científic i altres col·laboradors. El programa era obert a estudiants de postgrau dins geologia, ciència planetària, i va relacionar camps, i universitaris amb com a mínim 50 hores de semestre de crèdit. Dins 2015, una Ciència d'Exploració nova Programa d'Intern de la Summer va ser establert, construint en l'èxit del programa anterior, però amb un abast més ample que inclou tots dos la Lluna i asteroides de Terra propera .

## Reunions
L'LPI organitza i patrocina diversos tallers i conferències de ciències planetàries durant tot l'any, tant a nivell nacional com internacional, inclosa la Lunar and Planetary Science Conference. Aquesta important reunió de cinc dies celebrada a la zona de Houston al març reuneix especialistes internacionals en petrologia, geoquímica, geofísica, geologia i astronomia per presentar descobriments científics en ciències planetàries. L'LPSC es remunta als dies del programa Apollo i les primeres reunions que se centren en l'estudi de les mostres lunars. Després de quatre dècades, aquesta conferència continua prosperant, atraient a científics i investigadors planetaris de tot el món.

## Publicacions
L'LPI ha col·laborat en diverses publicacions de la prestigiosa Space Science Series de la University of Arizona Press, que inclou Asteroids III (ISBN 0816522812), Comets II (ISBN 0816524505), Europa (ISBN 9780816528448), Meteorites and the Early Solar System II (ISBN 9780816525621), Origin of the Earth and Moon (ISBN 0816520739), Protostars and Planets V (ISBN 9780816526543), The Solar System Beyond Neptune (ISBN 9780816527557), i Comparative Climatology of Terrestrial Planets (ISBN 9780816530595). L'LPI també publica un gran nombre de tallers de científics planetaris i documents de reunió cada any, així com un butlletí trimestral, Lunar and Planetary Information Bulletin. A partir de juny de 2014, divuit llibres de ciències lunars i planetàries, la majoria publicats per l'LPI, com Traces of Catastrophe i Lunar Stratigraphy and Sedimentology, estan disponibles en línia.

## Educació i divulgació pública
L'LPI té una llarga tradició d'educació en ciència espacial i divulgació pública a través d'una sèrie de programes i recursos. Aquest esforç fa servir una àmplia varietat d'audiències, que inclouen estudiants de K-12 i educadors, estudiants de grau, graduats i postgraus, i el públic en llocs oficials i informals i en els àmbits local, regional i nacional.
Aquests programes i recursos inclouen els següents:
Explore! Fun with Science - un programa dissenyat per apropar la ciència espacial a les biblioteques i els entorns informals d'aprenentatge
SkyFest - una sèrie de programes gratuïts oberts a totes les edats que ofereixen oportunitats per veure el cel nocturn i activitats pràctiques quatre vegades al any
Cosmic Explorations: A Speakers Series - una sèrie de conferències públiques gratuïtes presentades per experts internacionals en ciències de l'espai (conferències prèvies estan disponibles en línia a la pàgina web de l'LPI)

## Biblioteca
La biblioteca LPI conté més de 60.000 llibres, documents, mapes, pel·lícules i vídeos catalogats, així com revistes i butlletins impresos i electrònics. L'èmfasi del tema de la col·lecció és la ciència planetària i la geologia, amb un desenvolupament limitat de la col·lecció que s'estén al camp de suport secundari de la teledetecció per ordinador. Hi ha un esforç continu per escanejar i posar a disposició de la comunitat científica i del públic en general una sèrie de llibres de ciències planetàries que no estan impresos, documents i imatges de la NASA i treballs relacionats. (Aquestes publicacions estan lliures de drets d'autor o estan disponibles amb permís).
Aquesta col·lecció és un Regional Planetary Image Facility (RPIF) i altres dades de missions planetàries com Apollo, Orbitador Lunar, Clementine, Mart Pathfinder, Voyager 1, Voyager 2, Magellan, Galileo i Mart Globals Surveyor.
La biblioteca manté un bloc anomenat What's New que presenta noves adquisicions a la col·lecció de biblioteques, consells sobre l'ús de serveis i recursos bibliotecaris i notícies sobre el que està passant a la biblioteca i l'RPIF al Lunar and Planetary Institute.

## Directors de l'LPI
- William Walden Rubey (1968-1971)
- Joseph W. Chamberlain (1971-1973)
- David W. Strangway (1973)
- James W. Head (1973-1974)
- Robert O. Pepin (1974-1977)
- Thomas R. McGetchin (1977-1979)
- John R. Sevier (1979)
- Roger J. Phillips (1979-1982)
- Kevin C. Burke (1982-1988)
- David C. Negre (1988-2002)
- Arc M. Reid (2002)
- Stephen J. Mackwell (2002–2016)
- Louise Prockter (2016– fins actualment)